# فضل اليمامية
فَضْل اليماميَّة أو فَضل الشاعرةُ أو فضل البَصريَّة (260هـ/874م)؛ هي شاعرة وأديبة من شعراء القرن التاسع الميلادي، عاشت في العصر العباسي الأوَّل.

## أصولها
فضل الشاعرة جارية من المولَّدين، وأمُّها كانت في الأصل جارية لرجل من قبيلة عبد قيس، حيث ولدت في اليمامة. سكنت فضل في مدينة البصرة، وبرعت في فنون مختلفة، وكانت كما يصفها ابن المعتز: «نهاية في الجمال والكمال والفصاحة واللسن وجودة الشعر»، واعتاد الأدباء الاجتماع عندها، ولها في الملوك والخلفاء مدائح كثيرة، ثُمَّ ذاع صيتها حتى انتقلت إلى الخليفة المتوكل. كانت فضل شديدة التشيُّع، وعشقت سعيد بن حميد الكاتب، الذي اشتهر بعدائه ونصبه لأهل البيت، فتركت التشيُّع وتحولت إلى مذهبه، واستمرَّت على مذهبه حتى بعد فساد ما بينها وسعيد الكاتب. تُوفِّيت فضل الشاعرة في سنة 260هـ.

## نشأتها وصفاتها
كانت فضل جارية مولدة من مولدات البصرة، وكانت أمها من مولدات اليمامة. بها ولدت، ونشأت في دار رجل من عبد القيس، وباعها بعد أن أدبها وخرجها، فاشتريت وأهديت إلى المتوكل. وكانت هي تزعم أن الذي باعها أخوها، وأنا أباها وطئ أمها فولدتها منه، فأدبها وخرجها معترفاً بها، وأن بنيه من غير أمها تواطئوا على بيعها وجحدها، ولم تكن تعرف بعد أن أعتقت إلا بفضل العبدية. وكانت حسنة الوجه والجسم والقوام، أديبة فصيحة سريعة البديهة، مطبوعة في قول الشعر. ولم يكن في نساء زمانها أشعر منها.

## شعرها في المتوكل
لما دخلت فضل على المتوكل يوم أهديت إليه قال لها: أشاعرة أنت؟ قالت: كذا زعم من باعني واشتراني، فضحك وقال: أنشدينا شيئاً من شعرك فأنشدته:
| فضل اليمامية | استقبل الملك إمام الهدى عام ثلاث وثـلاثـينـا خلافة أفضت إلى جعفر وهو ابن سبع بعد عشرينا إنا لنرجو يا إمام الهـدى أن تملك الناس ثمانـينـا لا قدس الله امرأ لم يقـل عند دعائي لك: آمـينـا | فضل اليمامية |